# Aleksandr Stefanovič
Aleksandr Borisovič Stefanovič (in russo Алекса́ндр Бори́сович Стефа́нович?; Mosca, 13 dicembre 1944 – Mosca, 13 luglio 2021) è stato un regista e produttore cinematografico russo.

## Biografia
Dal 1976 al 1980 fu sposato con Alla Pugačëva, da lui diretta in alcuni suoi film.
È morto nel 2021 per complicazioni da COVID-19.

## Filmografia parziale

### Regista
- Vid na žitel'stvo (1972)
- Dorogoj mal'čik (1974)
- Pena (1979)